# Червено цвекло
Червеното цвекло (Beta vulgaris ssp. vulgaris var. vulgaris) е вид кореноплоден зеленчук. Корените му са тъмночервени и се ядат варени или сурови, нарязани в салата. Използва се и за направа на борш, особено в Източна Европа. Зелените листа също могат да се консумират, обикновено варени. Имат вкус на спанак. От цвеклото може да се извлича боя. Използва се и в народната медицина като билка за лечение на различни заболявания.

## Описание
Червеното цвекло е тревисто двугодишно, рядко многогодишно растение, което достига височина 120 cm (рядко повече). Корените са тъмночервени, бели или жълти и умерено до силно подути и месести. При дивите подвидове могат да са кафяви, влакнести, понякога подути и дървесни. Стеблата растат изправени или, при дивите форми, често изпъкнали. Те са прости или разклонени в горната част, а повърхността им е оребрена и на ивици. Листата в основата имат дълги дръжки, които могат да са удебелени и червени, бели или жълти. Листото е копиевидно до сърцевидно, тъмнозелено до тъмночервено, леко месесто, обикновено с изпъкнала средна част, с цял или вълнообразен ръб, с дължина 5 – 20 cm при дивите растения или много повече при отглежданите растения. Горните листа са по-малки, а формата им е ромбична или тясно копиевидна.
Цветовете се образуват в плътни и подобни на шиш съцветия. Хермафродитните цветове са с формата на урна, зелени или червеникави и се състоят от пет сраснали околоцветни сегмента, от 3 до 5 тичинки и 2 – 3 близалца. Околоцветниците на съседните цветове често се сливат. Цветовете се опрашват чрез вятъра или насекомите, като първият метод е от по-голямо значение.
Плодът е затворен от кожестия и вдлъбнат околоцветник и е потопен в подутата, втвърдена основа на околоцветника. Хоризонталното семе е лещовидно, с дължина 2 – 3 mm и с червено-кафяво и лъскаво покритие. Семето съдържа пръстеновиден ембрион и обилен перисперм.

## Разпространение и местообитание
Дивите форми на Beta vulgaris са разпространени в югозападните, северните и южните части на Европа по крайбрежията на Атлантика, Макаронезия, Средиземноморието, от Северна Африка до Западна Азия. Интродуцирани са и на други континенти. Растенията растат по крайбрежни скали, на каменисти и песъчливи плажове, в солени тресавища или крайбрежни ливади.
Култивирано цвекло се отглежда из цял свят в области без сериозни замразявания. Растението предпочита относително хладни температури, между 15 и 19 °C. То толерира солена почва и засушавания. Все пак, предпочита неутрално pH или леко алкална почва, съдържаща хранителни вещества, натрий и бор.

## Хранителна стойност
В 100 грама сурово червено цвекло се съдържат 88% вода, 10% въглехидрати и 2% протеини. Енергийната стойност за същата порция е 43 калории. Единствените микроелементи със значителни пропорции са фолиевата киселина и манганът.
Корените и листата на цвеклото се използват в традиционната медицина за лечение на различни заболявания. Древните римляни го използват срещу температура и запек. Листата на цвеклото са с високо съдържание на оксалати, които участват в образуването на камъни в бъбреците.

## Галерия
- Цветовете на растението
- Семената на растението
- Връзка червено цвекло
- Нарязано цвекло